# سیارک ۱۱۰۱۲
سیارک ۱۱۰۱۲ (به انگلیسی: 11012 Henning، نامگذاری:1982JH2) یازده هزار و دوازدهمین سیارک کشف شده‌است که در ۱۵ مه ۱۹۸۲ کشف شد.
قدر مطلق سیارک برابر ۱۶.۲ است.
مدت زمان گردش به دور خورشید معادل 1,522 روز زمینی می باشد .